# Massaker an der Merkas HaRaw Kook

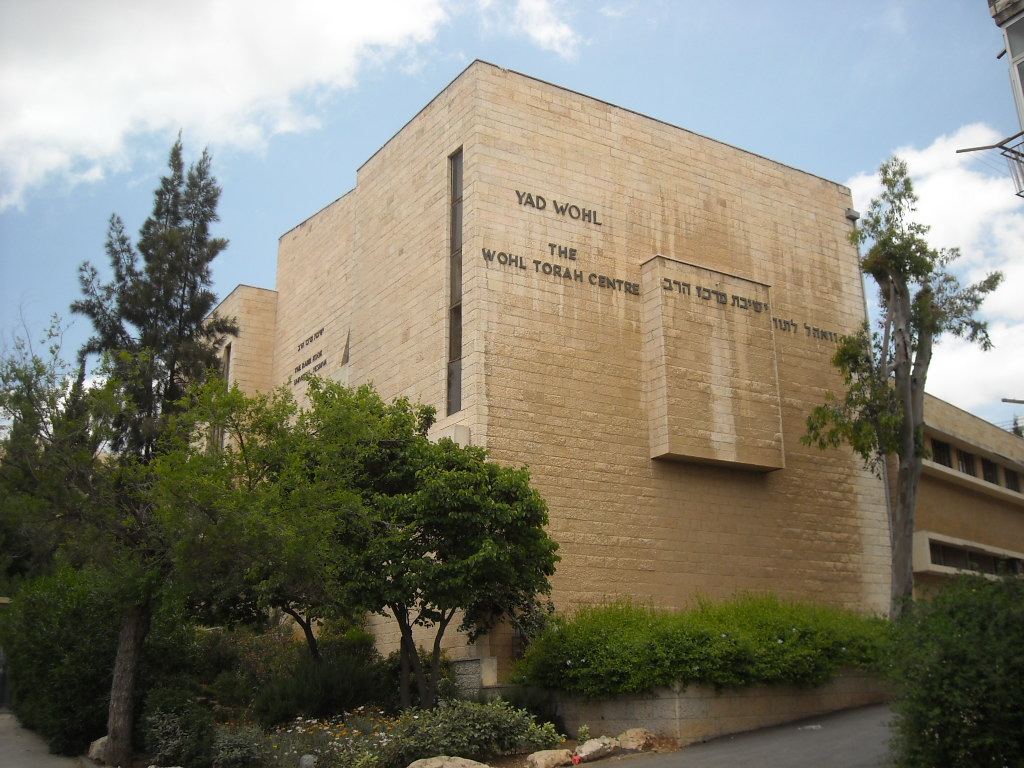
Jeschiva-Bau (2009)

Beim Massaker an der Merkas HaRaw Kook am 6. März 2008 schoss der Palästinenser Alaa Abu Dhein in einer Jeschiwa in Jerusalem auf 23 Personen, acht davon starben.
Die Merkas HaRaw Kook (hebräisch מרכז הרב קוק) (lit. Rabbi Kook-Zentrum) ist eine national-religiöse Jeschiwa in Jerusalem, Israel, die im Jahre 1924 durch den Rabbiner Abraham Isaak Kook gegründet wurde. Sie ist eine sehr angesehene religiöse Schule.
Der Attentäter plante den Mordanschlag als Protest gegen das Vorgehen der israelischen Armee im Gazastreifen gegen die Raketenangriffe der Terrororganisation Hamas.